# Bertil Mårtensson
Bertil Mårtensson (* 1945 in Malmö; † 4. November 2018 in Helsingborg) war ein schwedischer Science-Fiction- und Krimi-Autor und Philosoph.

## Leben
Mårtensson begann Mitte der 1950er Science-Fiction zu lesen und wurde ab 1962 im schwedischen SF-Fandom aktiv. Er war Herausgeber mehrerer Fanzines und veröffentlichte in den 1960er und dann erneut in den 1990er Jahren zahlreiche literarische und kritische Beiträge. Eine erste Kurzgeschichte, Urhemmet („Urheimat“), erschien 1963, 1968 erschien sein erster Roman, Detta är verkligheten („Das ist die Realität“). Ab 1979 erschien Maktens Vägar („Straßen der Macht“), eine lose gekoppelte Fantasy-Romantrilogie.
Neben seinen Science-Fiction- und Fantasy-Büchern schrieb er auch mehrere Kriminalromane. 1977 erhielt er für den Roman Växande hot den von der schwedischen Zeitung Expressen verliehenen Sherlock-Preis.
Er war Dozent für Philosophie und Wissenschaftstheorie an der Universität Umeå und Dozent für Theoretische Philosophie an der Universität Lund und Verfasser mehrerer Lehrbücher über Philosophie.

## Bibliografie
Maktens Vägar (Fantasy-Romanserie, überarbeitete Auflage 1997)
- Vägen Bort (1979)
- Vägen tillbaka (1980)
- Vägen ut (1983)

Romane
- Detta är verkligheten (1968)
- Skeppet i Kambrium (1974)
- Samarkand 5617 (1975)
- Adolf och javamännens gåta (1976)
- Mah-jongmorden (1976)
- Jungfrulig Planet (1977)
- Växande hot (1977)
- Mordet på dr Faust (1978)
- Sadisterna (1979)
- Deral Bågskytt (1979)
- Vakthundarna (1979)
- Vilse (1979)
- Kontrakt med döden (1985)
- Förvandlas (1986)
- Det gyllene språnget (1987)
- Vingmästarens dotter (1992)

Kurzgeschichten
- Urhemmet (1963)
- En telefonhytt: Monolog (1963)
- Bussen (1964)
- Den femte resan (1964)
- Draken (1965)
- En fråga (1965)
- Skogen (1965)
- Vilse (1965)
- Den gula blomman (1966)
- Nödlandning (1966)
- Adem och Eve (1967)
- Folkhem (1967)
- Lördagskväll (1967)
- Främlingen (1968)
- Hello Goodbye! (1968)
- Stormen (1968)
- Den sista resan (1969)
- Berget (1970)
- Telefonhytten (1971)
- Att döda en sej (1972)
- Mannen i det höga slottet (1973)
- A Modest Proposal (1974, englisch)
- Mystisk upplevelse (1975)
- Försoningens dag (1976)
- Memorandum (1976)
- Novell till Scancon 76 (1976)
- Zamborod till Gobeziak (1977)
- Brusten idyll (1978)
- En snärt av historiens vingslag (1978)
- Prometheus död (1978)
- Vegetarisk mardröm (1979)
- Cirkus (1980)
- Glaciärfärden (1980)
- The Fifth Time Out (1981, englisch)
- Gremmer (1982)
- Rock’n roll & marsianer (1982)
  - Deutsch: Rock ’n’ Roll und die Marsmenschen. In: Herbert W. Franke (Hrsg.): Kontinuum 4. Ullstein Science Fiction & Fantasy #31146, 1987, ISBN 3-548-31146-6.
- De grymma jättarna på Autyrgk (1983)
- Flygande katedraler (1983)
- Androider tänker inte (1984)
  - Deutsch: Androiden denken nicht. In: Herbert W. Franke (Hrsg.): Kontinuum 2. Ullstein Science Fiction & Fantasy #31124, 1986, ISBN 3-548-31124-5.
- Den långa serien av professor Rein-Henckelmanker (1984)
- Sokrates nya liv (1984)
- Det sista galaktiska kriget (1985)
- Dummast i universum (1985)
- Ur en bergsbestigaren liv (1985)
- Varg i Veum (1985)
- Myxomatosis Forte (1986, englisch)
- Sång till operativsystem (1987)
- Vingmästarens dotter (1987)
- De overkliga (1992, Romanfragment)
- Sanningsmaskinen (1992)
- Marsiansk terapi (1994)
- Vargen (1995)
- Den upprepade väven (1999)

Sachliteratur
- Soma & Psyke (1982)
- Praktisk vetenskapsteori (1988, mit Tore Nilstun)
- Logik, en introduktion (1995)
- Idéer och tankestilar – från Thales till Wittgenstein (1994)